# Mswati I de Essuatíni
Mswati I da Suazilândia foi um rei do suazis, líder das tribos amangwane. Nascido em 1460, morreu em 1520.
No século XVI, marchou com os amangwane, da etnia bantu, desde a região entre Natal e Moçambique, estabelecendo-se na atual região de Maputo e separando-se da tribo de seu irmão de sangue Mtonga, rei dos Thonga. A partir dessa altura, os dois reinos tomaram caminhos distintos. Este território, desde então, tomou o nome deste rei.